# Tabanus subniger
Tabanus subniger is een vliegensoort uit de familie van de dazen (Tabanidae). De wetenschappelijke naam van de soort is voor het eerst geldig gepubliceerd in 1906 door Coquillett.